# Pieriejezd (rejon chomutowski)
Pieriejezd (ros. Переезд) – chutor w zachodniej Rosji, w sielsowiecie olchowskim rejonu chomutowskiego w obwodzie kurskim.

## Geografia
Miejscowość położona jest nad rzeką Wojegoszczica, 13 km od centrum administracyjnego sielsowietu olchowskiego (Olchowka), 23 km od centrum administracyjnego rejonu (Chomutowka), 108 km od Kurska.

## Historia
Do czasu reformy administracyjnej w roku 2010 chutor Pieriejezd wchodził w skład sielsowietu bolszealeszniańskiego, który w tymże roku został (wraz z sielsowietami niżnieczupachińskim i nadiejskim) włączony w sielsowiet olchowski.

## Demografia
W 2010 r. miejscowość nie posiadała mieszkańców.